# Karla Gachet

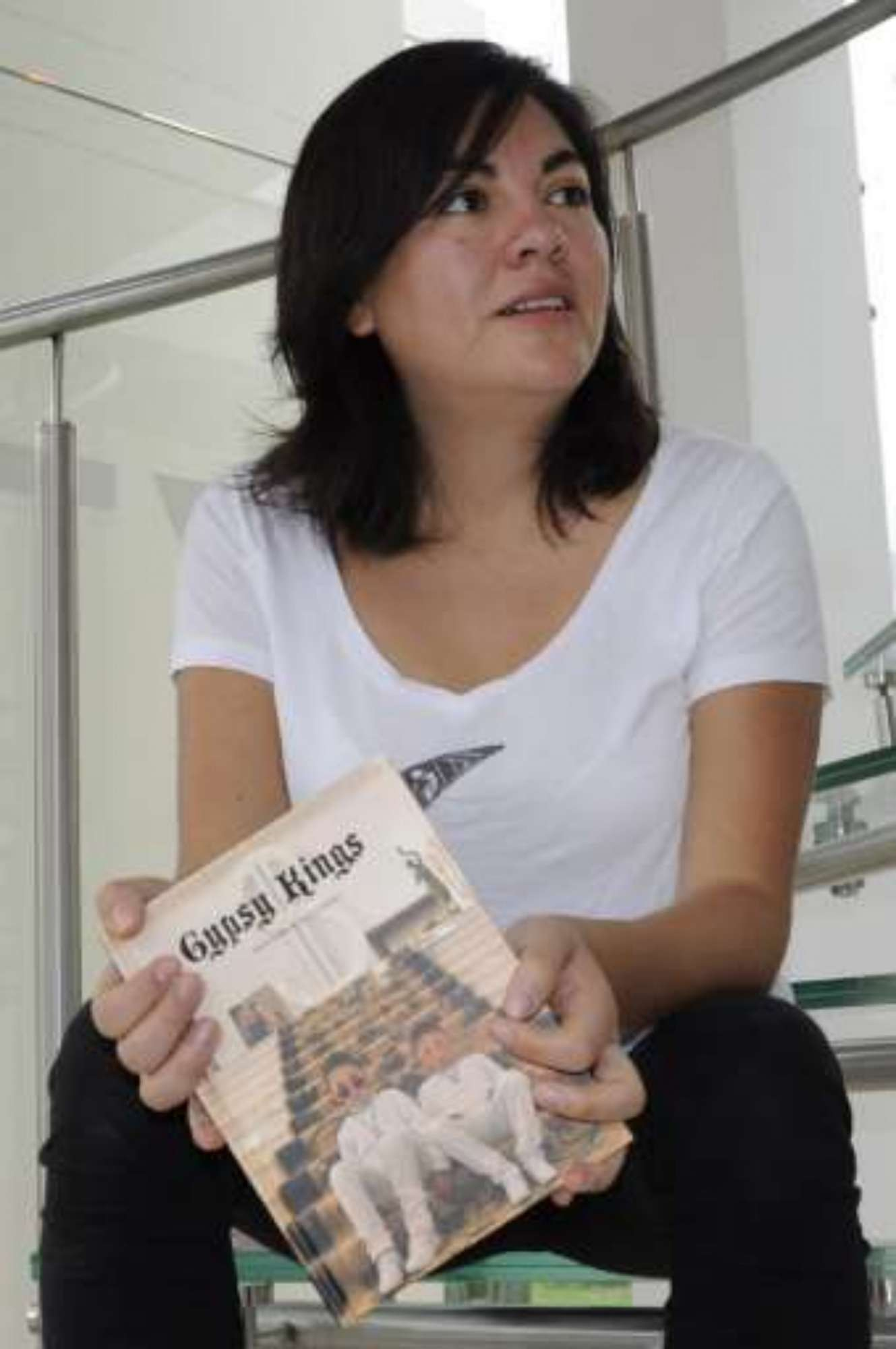
Karla Gachet (Quito, Ecuador, 1977)

Karla Gachet (Quito, Ecuador, 1977) es una fotógrafa ecuatoriana.              

## Biografía
Karla Gachet nació en 1977, en Quito, Ecuador y se mudó a Estados Unidos para cursar sus estudios superiores en Arte y Diseño Gráfico. Allí descubrió la fotografía documental o fotoperiodismo en la cual finalmente se especializó en la Universidad Estatal de San José, California.
Regresó a Ecuador en 2004  y posteriormente se casó con su actual esposo Ivan Kashinsky, a quien conoció en la Universidad de San José, debido a que los dos escribían en el periódico de la Universidad.
Empezó a trabajar de manera autónoma en Ecuador desde el año 2004 hasta que el Diario El Comercio, uno de los diarios más reconocidos del país, la contrató.
Trabajó durante 2 años para Diario El Comercio desde el año 2005 siendo reconocida por ser la primera mujer en ser parte del personal de periodistas gráficos. Finalmente dejó el periódico en el año 2007 para dedicarse a proyectos individuales y otros junto a su esposo.
Uno de sus planes consistió en realizar catorce historias fotográficas en carretera mostrando la diversidad de 5 países de Latinoamérica.
Actualmente trabaja en el modelo Freelance y cuenta con la representación de Panos Pictures de Londres.
Desde muy temprana edad tuvo clara su amor por el arte y el periodismo. A partir de ver el trabajo de quienes hacían fotografía de prensa, supo que eso era a lo que quería dedicarse. Gracias a sus estudios en el exterior, se cuestionó acerca de la posibilidad de ejercer como fotógrafa en el exterior o si encontraría plazas de trabajo en Ecuador.
Sus fotografías han aparecido en prestigiosos medios como: New York Times, National Geographic magazine o Smithsonian, logrando así exponer su trabajo en varios países alrededor del mundo. Junto a su esposo, quien comparte su misma profesión, Ivan Kashinsky, publicaron juntos su libro: Historias mínimas de Ecuador a Tierra del Fuego (2009). En su libro documentan la crónica de un viaje a través de cinco países de Sudamericana. En 2012 publicaron su segundo libro Gyspy Kings, retratando a una comunidad de gitanos millonarios.

## Obras
La fotoperiodista Quiteña Karla Gachet se inspira mayormente en temas culturales, históricos y sociales de América Latina al realizar sus fotos.
Existen otras razones por las que fotografía a América Latina como son; los colores, la luz, el movimiento y las relaciones entre las personas y de estas con la tierra. Mayormente en el campo en donde hay otras dinámicas que en la ciudad. Hacer estas historias para ella es muy espiritual ya que siempre regresa un poco más cambiada que antes ya que trabajar de esta manera siempre le da otra perspectiva de vida.
Kerly’s Fifteen
En esta galería se muestra la historia de Kerly Aguayo que vive en la Hacienda Mariana (Provincia de Los Ríos) junto a sus padres, hermanos, tíos, primos y abuelos. A la gente de esta provincia se les suele llamar montubios. Ellos trabajan sus tierras, cuidan de sus animales y son campeones en los Rodeos montubios. Las niñas de la familia de Kerly, al igual que ella esperan siempre con ansias sus quince años ya que estas son celebradas con grandes fiestas rosadas. De esta manera es como los padres demuestran a la sociedad y a posibles pretendientes que su hija ya es una mujer. Aquí se muestra como Kerly fue agitada entre peinados, vestidos. Como toda la familia apoya a los padres con una parte de la fiesta. Unos con comida, otros con bebida, con el vestido e incluso aún sus primos menores son parte de su corte y practican una coreografía para la noche tan esperada. Karla ha estado fotografiando a esta familia desde 2008 donde ha visto a esta familia desarrollarse y crecer.

## Reconocimientos
Karla Gachet ha sido reconocida por sus grandes obras fotográficas en premios internacionales. La gran mayoría de éxitos obtenidos han sido publicados en los mejores periódicos alrededor del mundo como; "The New York Times" , "Latina".,"AFAR", "DuZhe Xinshang", "El Ibérico" entre otros.
Relata que el mayor éxito que obtuvo fue en 2010, al ganar el premio Word Press Photo. Una mañana del viernes 12 de febrero Karla se encontraba en su casa con su esposo y recibió un correo electrónico, más tarde recibió una llamada de Ámsterdam  informándoles que ha sido ganadora del premios World Press Photo. Karla expresa su logro como un triunfo para el país y transmite que haber ganado este premio es el mejor impulso que cualquier fotógrafo puede obtener para seguir creciendo, mejorando y alcanzado sus metas, al igual que la satisfacción de lograr un trabajo exitoso.
Sus reconocimientos son:
- World Press Photo 2010
- POY 2010
- BOP 2008
- Tercer lugar en la categoría ¨Mejor Fotógrafo del año¨ 2011[8]